# Pogorzela (stacja kolejowa)
Pogorzela – nieczynna stacja kolejowa w Pogorzeli, w gminie Pogorzela, w powiecie gostyńskim, w woj. wielkopolskim, w Polsce. Została otwarta 1 października 1909 roku. Linia została rozebrana w 1998 roku.